# Toplița Mureșului
Toplița Mureșului – wieś w Rumunii, w okręgu Hunedoara, w gminie Certeju de Sus. W 2011 roku liczyła 92 mieszkańców.